# Sattar Khan (film)
Pour plus de détails, voir Fiche technique et Distribution.
Sattar Khan (en persan : ستارخان) est un film iranien réalisé par Ali Hatami en 1972. 

## Synopsis
Karbala Ali (Parviz Sayyad) se sauve des mains des gendarmes et au marché de Tabriz demande l’aide de Sattar Ghare Baghi (Ali Nassirian). Dans leur fugue, ils se font arrêter et fouiller par des autorités. Haydar Amo Ughloo (Ezzatollah Entezami) les libère et envoie un cadeau contenant un explosif au vice-commandant de la gendarmerie qui sera tué en l’ouvrant.
Haydar se rend à Téhéran et Sattar Khan rejoint les rangs des Mojahed de la révolution constitutionnelle de l'Iran et se range au grade du commandant cavalier d’une centaine d’hommes. Il signe un pacte d’alliance avec Bagher Khan (Enayat Bakhshi) et Karbala Ali.
À Téhéran, Abbas Agha Saraf abat Atabak (Mohammad Ali Keshavarz) et se fait tuer par Haydar Amo Ughloo. Survient alors le bombardement de l’assemblée (Majles) par les troupes casaques commandées par le général russe Vladimir Liakhov, et sur l'ordre de Mohammad Ali Shah.
Haydar rentre à Tabriz et encourage les gens à soutenir Sattar Khan. La résistance est organisée sous le commandement de Sattar Khan et Bagher Khan. Les forces gouvernementales écrasent les forces des Mojahed.
Ali est arrêté, torturé et pendu. Sa femme (Jamileh Mofid) se fait descendre d’une balle de pistolet. Sattar Khan et Bagher Khan sont arrêtés, et conduit au parc Atabak comme prisonniers.

## Fiche technique
- Titre original : Sattar Khan
- Scénario et réalisation : Ali Hatami
- Production : Parviz Sayyad
- Effets spéciaux : Antonio Coridori
- Durée: 98 minutes
- Année de production : 1972
- Pays d'origine :  Iran
- Langue : persan
- Genre : Film dramatique,  Film historique, Film d'action, Film biographique

## Distribution
- Ali Nassirian
- Ezzatollah Entezami
- Parviz Sayyad
- Enayat Bakhshi
- Jalal Pishva
- Jahangir Frouhar
- Sadegh Bahrami
- Abdolali Homayoon
- Mohammad Ali Sepanloo
- Mohhamd Ali Goodarzi
- Jamileh Mofid
- Abbas Nowroozi[1]